# Castell de Palmerola
El Castell de Palmerola és una construcció del municipi de les Llosses (Ripollès), declarada bé cultural d'interès nacional. Està situat a 1.095 m d'altitud, al cim d'un petit puig proper a la carretera que uneix Borredà i les Llosses.

## Història
Inicialment es tractava d'una casa forta, esmentada ja el 1227, i el 1286, Bernat Guillem de la Portella en rebé la concessió del rei Alfons el Franc. El 1294, Bernat Guillem assegurà amb aquest castell part de l'esponsalici assignat a la seva muller Sibil·la de Pinós, filla de Galceran V de Pinós. Arran d'aquesta fermança, el castlà Arnau de Palmerola, absolt de l'homenatge, el prestà a Bernat Galceran de Pinós, germà de Sibil·la. Més tard, Pere el Cerimoniós va vendre a Sibil·la de Narbona (filla del vescomte Eimeric V), muller d'Andreu de Fenollet i de Saportella, «lo mer imperi y totas las jurisdiccions de las baronies de la Portella y de Llussà y dels castells de Palmerola, de Roset, etc.», i els representants de Berga en protestaren a les Corts.
El 1439 s'esmentava la domus de Palmerola, situata in baronia de Portella, de la que era senyor Guillem Ramon de Palmerola, domiciliat al Lluçanès, com a hereu d'Arnau de Palmerola i Blanca, morts sense descendència. Aquest es titulava batlle del castell i del terme de Palmerola pel baró de la Portella, però domiciliat a Palmerola hi havia el seu fill, el donzell Joan de Palmerola, que el 1437 va reedificar quasi de nou el castell, que «ja de llarg temps, era derruït i deshabitat en tanta de manera que ningú volia ser receptor, ja que només hi podien habitar les ovelles». El 1465, Galceran VII de Pinós, senyor de la Portella, li concedí la castlania.
El 1767, Carles III concedí el títol de marquès de Palmerola a Francesc Xavier Despujol i d'Alemany-Descatllar (1732-1809), baró de Montclar.
El 1973, el castell va ser restaurat en un estil neomedieval, amb una gran torre emmerletada.